# ニホンイイズナ
ニホンイイズナ（学名：Mustela nivalis namiyei）は、ネコ目の中では世界最小の種であるイタチ科イタチ属イイズナ種の亜種で、青森県と岩手県、秋田県に生息するイイズナである。
別名は、コエゾイタチ、イイズナイタチ、ニッポンイイズナ。
青森県に生息する本種と北海道に生息するキタイイズナとでは染色体の構造が異なる。青森県産の本種は 2n = 38、北海道産のキタイイズナは 2n = 42。

## 分布
青森県と岩手県、秋田県に分布する。岩手県と秋田県のレッドデータブックでは、それぞれ絶滅危惧II類相当、絶滅危惧I類相当に指定しており、青森県と環境省も地域個体群として記載している。

## 特徴
成獣の大きさは、体長はオスが約15 - 18cm、メスが11 - 22cm。尾長は約2 - 3cm。体重は25 - 250g。
毛色は、下顎から腹部にかけては1年を通して白色。尾の先端は黒色。それ以外の部位の毛色は夏毛と冬毛で異なり、夏毛は褐色、冬毛は白色。

## 生態
食性は主に動物食で、ネズミや小鳥、昆虫類など。本種の体型は細身で小型なため、ネズミの巣穴に侵入することに適している。

## 関連文献
- 本種の写真 -「ニホンイイズナ」『生物標本展』、弘前大学農学生命科学部、1998年11月19日、2010年1月22日(金)閲覧。
- 森脇和郎「日本産野生動物種の起源に関する遺伝学的研究」『1989年度 研究実績報告書』2005年 - 2009年、国立情報学研究所、2010年1月22日(金)閲覧。